# Styrax subargenteus
Styrax subargenteus là một loài thực vật có hoa trong họ Bồ đề. Loài này được Sleumer miêu tả khoa học đầu tiên năm 1937.